# 蓋希特峰

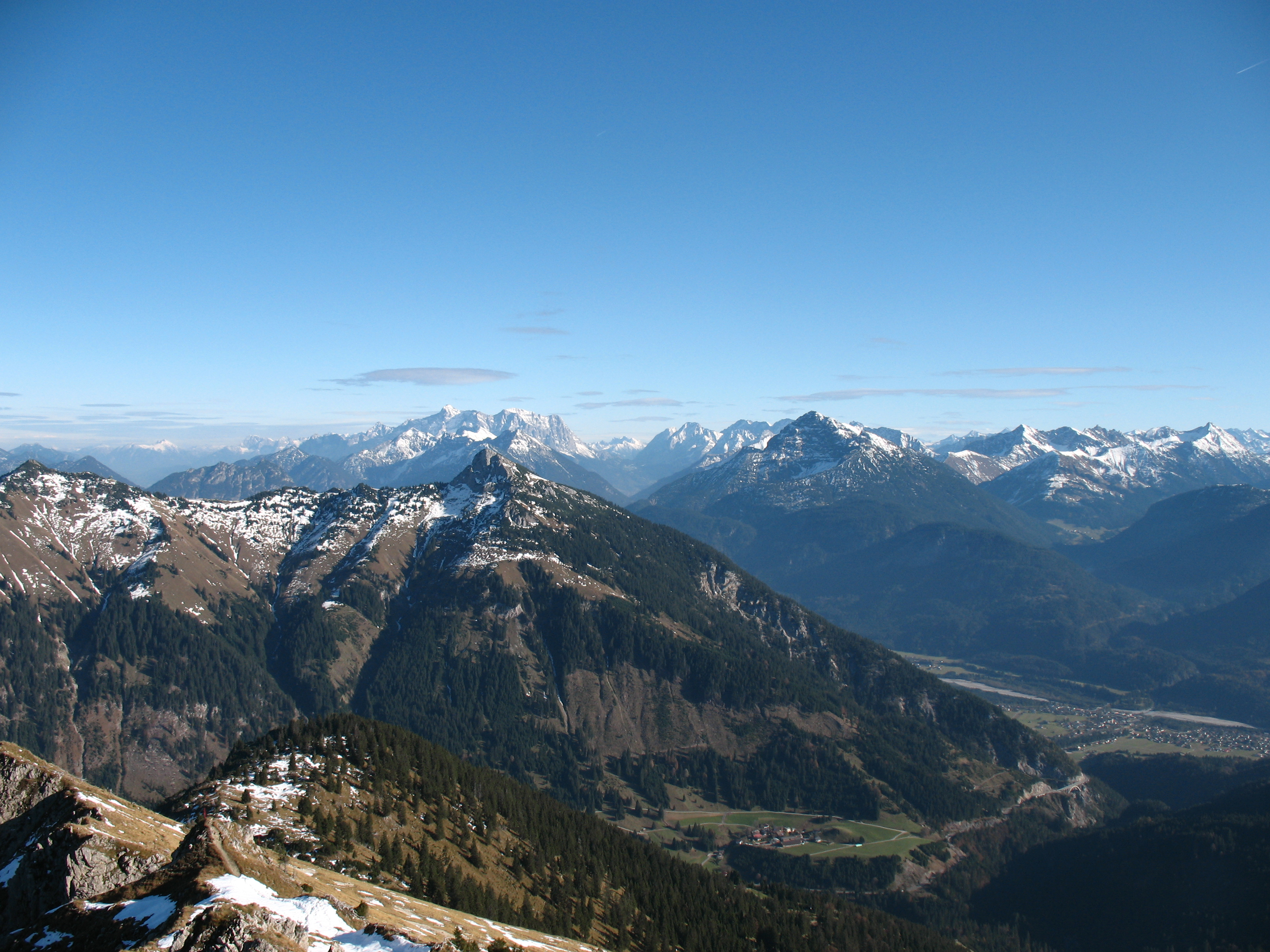

47°27′57″N 10°38′22″E / 47.46583°N 10.63944°E
蓋希特峰（德語：Gaichtspitze），是奧地利的山峰，位於該國西部，由蒂羅爾州負責管轄，屬於阿爾高阿爾卑斯山脈的一部分，海拔高度1,986米，距離施奈德山3公里，每年平均降雨量1,698毫米。